# Mellemarbejde
Mellemarbejde er et arbejde, der udføres ind imellem andre arbejder.
Inden for ældre fagpædagogik og metodik anvendtes mellemarbejder til de hurtigste elever i sløjd og håndarbejde, når alle i klassen skulle følges ad med hovedarbejdet. I første halvdel af 1900-tallet var det almindeligt med 36 drenge i en sløjdklasse og 36 piger i en håndarbejdsklasse. Modeludvalget udgav i perioden november 1942–marts 1950 ti ophængsplancher med mellemarbejder, dvs. ekstraopgaver til elever, der var færdige med et arbejdstrin og skulle vente på resten af klassen, inden hovedarbejdet (den fælles opgave) kunne videreføres.